# François Michel Claude Benoît Le Camus de Néville
Pour les articles homonymes, voir Lecamus et Neville.
François Michel Claude Benoît Le Camus de Néville, né le 21 mars 1750 à Louviers et mort le 15 décembre 1813 dans l'ancien 10e arrondissement de Paris est un magistrat et intendant de l'Ancien Régime et du Premier Empire. 
Directeur de la Librairie de 1776 à 1784, il protège l'éditeur Charles-Joseph Panckoucke et favorise la parution de l'Encyclopédie méthodique.

## Biographie

### De la manufacture à la magistrature
François Michel Claude Benoît Le Camus de Néville est issu d'une famille de drapiers de Louviers. La famille est anoblie au milieu du XVIIe siècle par ses charges au Parlement de Rouen, et maintenue noble en 1668. 
François Michel Claude Benoît Le Camus est né le 21 mars 1750 à Louviers, fils d'Antoine Brice dit François Le Camus et de Madeleine Catherine Reine Charle,. Son père, Brice Antoine Le Camus (1720-1756), fils de Claude Le Camus, succède à son oncle  François Le Camus (1670-1743) à la tête de la manufacture de draps familiale. Il obtient par lettres patentes de s’appeler François Le Camus.
François Michel Claude Benoît Le Camus vend la fabrique de drap familiale à un cousin et commence sa carrière de magistrat comme substitut du procureur général au Parlement de Rouen en 1768-1769,. Il devient conseiller au Grand Conseil le 10 mai 1769,,,. Lors de la suppression du Grand conseil en 1771, il refuse de passer au Parlement Maupeou, démissionne et est exilé par lettres de cachet à Renty en Artois,. Il aurait répondu au chancelier Maupeou qui cherche à l'intimider en le menaçant de détention : « Je le sais, Monseigneur, mais je suis jeune, vigoureux, et j'espère vous survivre. »
François Michel Claude Benoît Le Camus est maître des requêtes de 1775 à la Révolution française,,. Il est chevalier et seigneur de Néville.

### Directeur de la Librairie
Le Camus de Néville est nommé directeur de la Librairie en 1776,,,, par son compatriote normand Armand Thomas Hue de Miromesnil, garde des sceaux. La rumeur en fait un fils naturel de d'Armand Thomas Hue de Miromesnil, qui le protège.
Le 30 août 1777, Le Camus de Néville fait publier un nouveau code du commerce du livre, qu'Antoine de Sartine, un de ses prédécesseurs, avait commencé à préparer en 1774. Promulgué en six édits, ce code essaye d’ouvrir l'organisation du commerce du livre et de favoriser son expansion commerciale. Il oblige les libraires à soumettre leurs privilèges au directeur de la Librairie et permet notamment la légalisation des éditions pirates. 

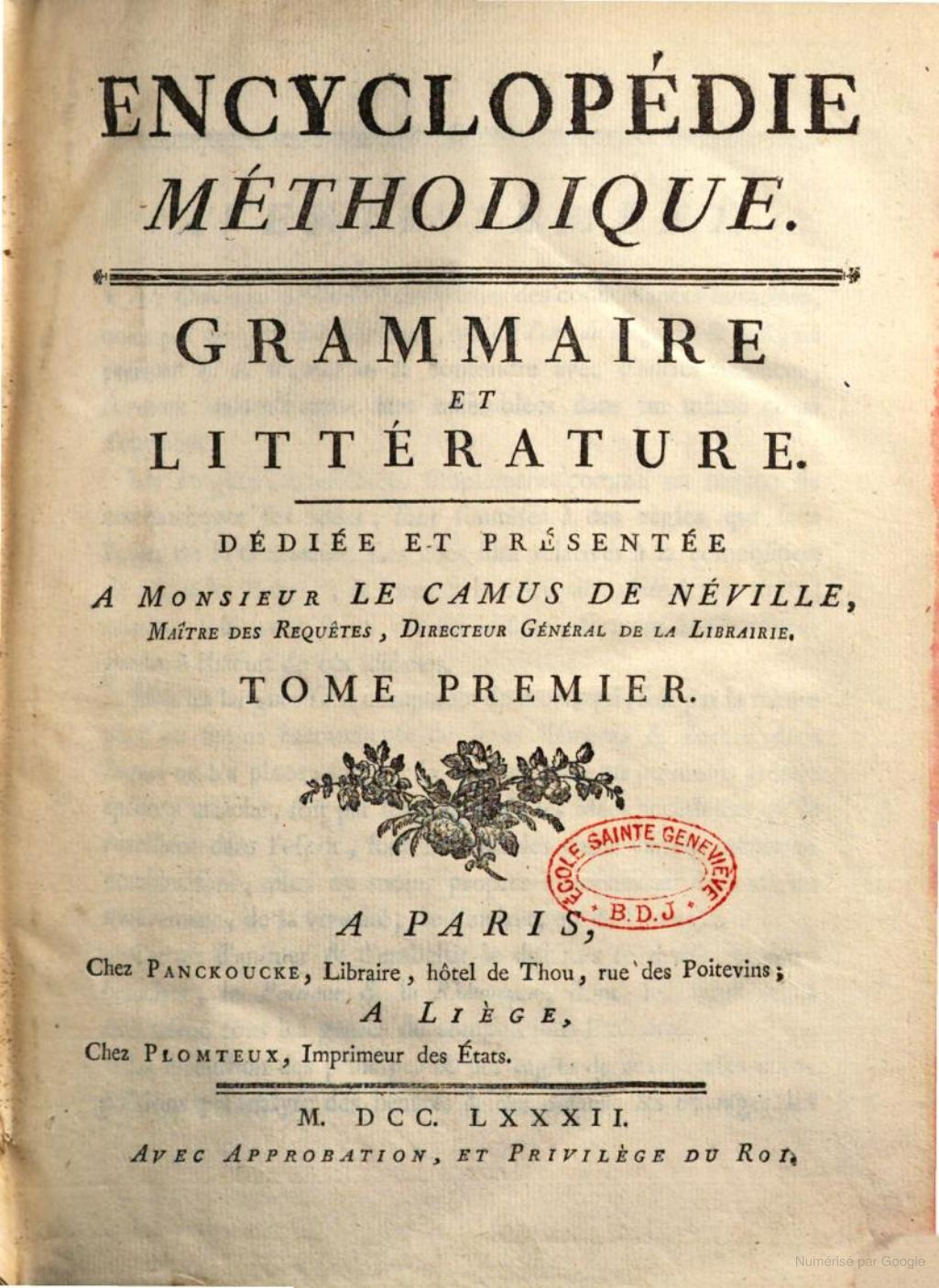
Page de titre du tome I de LEncyclopédie méthodique - Grammaire et littérature, 1782.

Ces édits sont contestés par les libraires parisiens et des poèmes satiriques et des pamphlets circulent contre les origines, jugées humbles, de Le Camus de Néville et contre Miromesnil. Les libraires parisiens refusent de soumettre leurs privilèges sur les ouvrages qu'il éditent à Le Camus de Mesnil, de peur qu'il en constate l'entrée dans le domaine public. Des parlementaires l'accusent de ne pas respecter le droit de propriété et de s'enrichir indûment, mais il tient bon, soutenu par Miromesnil, jusqu'à son départ pour Pau comme intendant en 1784. Ses successeurs n'abolissent pas les édits de 1777.
Le Camus de Néville fait partie des protecteurs de l'éditeur Charles-Joseph Panckoucke et favorise la nouvelle édition de l'Encyclopédie que ce dernier entreprend. À son instigation, Le Camus de Néville fait confisquer les éditions de l'Encyclopédie considérées comme pirates afin de favoriser Panckoucke. C'est à Le Camus de Néville, en tant que directeur de la Librairie, que sont dédiés les trois tomes de Grammaire et littérature de l'Encyclopédie méthodique édités de 1782 à 1786 par Panckoucke,. Celui-ci affiche ainsi la protection officielle dont il bénéficie, comme il le fait pour les autres volumes dédiés au lieutenant général de police Le Noir et aux ministres successifs Vergennes, Montmorin, Miromesnil, Castries, Breteuil, et Necker,. Cette protection montre que, contrairement à la situation des années précédentes, Le Camus de Néville et les autres responsables des décennies 1770 et 1780 ne sont pas opposés à l'Encyclopédie dans sa version méthodique, qui est pour eux une marchandise comme une autre, sans impact idéologique particulier,.

### Mariage
François Michel Claude Benoît Le Camus de Néville épouse le 23 janvier 1783 à Paris, dans l'église Sainte-Marie-Madeleine de la Ville l'Évêque, Thérèse Radegonde Rambaud, née à Angoulême le 20 décembre 1743 et morte le 25 juin 1820 dans l'ancien 11e arrondissement de Paris,. Elle est la fille de Henri Rambaud de Bourg-Charente (1712-1743) et de Radegonde Martin de Bourgon (1717-1802/1803). Au moment de son mariage avec François Michel Claude Benoît Le Camus de Néville, Thérèse Rambaud est veuve de Pierre Joseph Bareau de Girac (1730-1776), marquis de Bourg-Charente, officier de cavalerie, avec qui elle a eu des enfants.
Par ce mariage, qui est sans postérité, Le Camus de Néville entre en possession du château de Bourg-Charente.

### Intendant

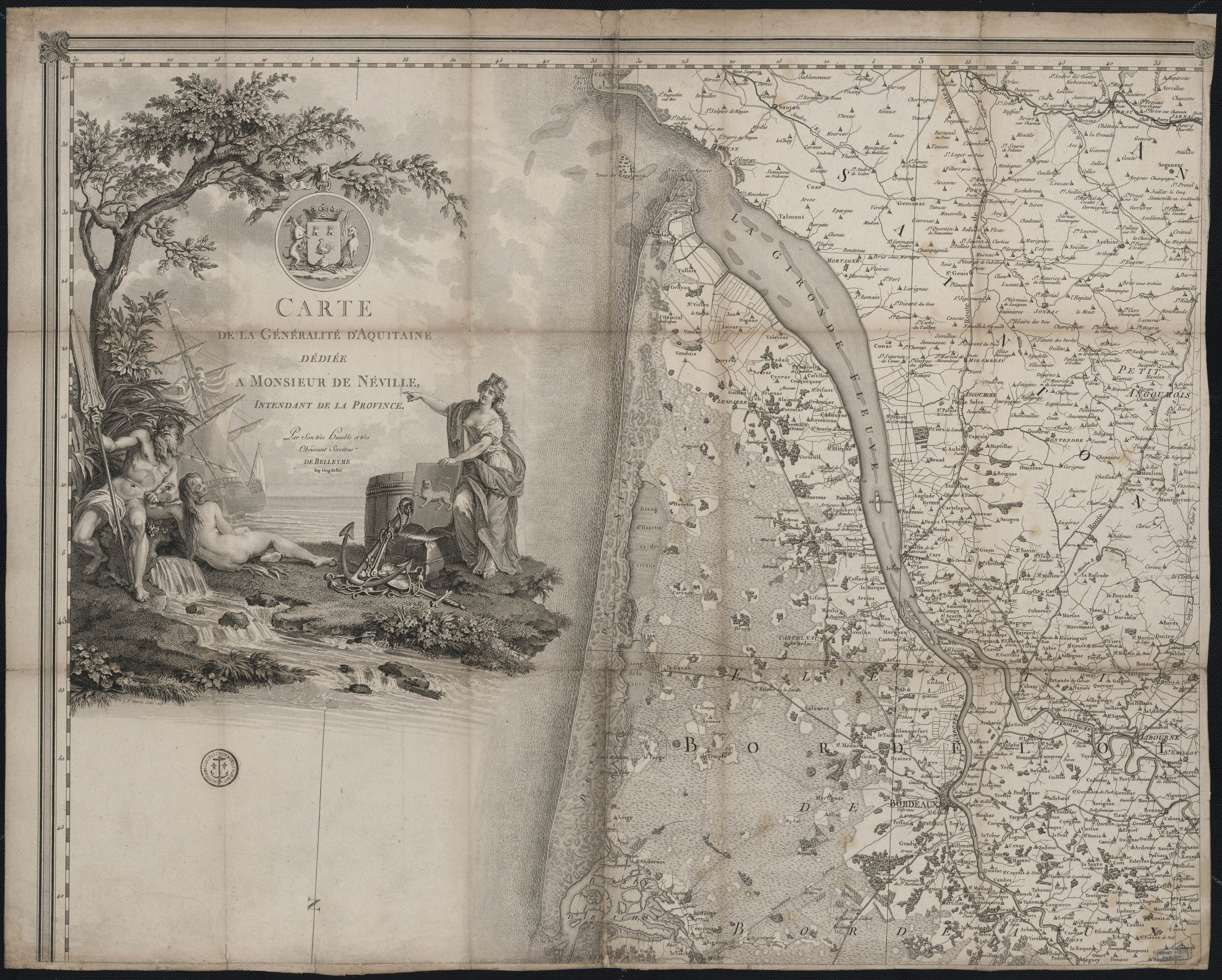
Carte de la généralité d'Aquitaine dédiée à M(onsieur) de Néville, intendant de la province.

Le Camus de Néville est intendant de Pau et Bayonne du 25 janvier 1784 à 1785,, puis intendant de Bordeaux de 1785 à la Révolution,,,. 
Dans le Labourd, il tente à trois reprises en 1784, 1787 et 1789, de réformer l'assemblée traditionnelle basque, le Biltzar. Il y renonce face aux protestations indignées du Biltzar et à l'agitation provoquée par ses projets.
Malgré la présence en poste à Bordeaux du très actif ingénieur des Ponts et Chaussées Nicolas Brémontier, Le Camus de Néville semble avoir négligé les travaux publics en Guyenne. Comme d'autres intendants dans leurs généralités respectives, il cherche à développer à Bordeaux les cours d'accouchement, c'est-à-dire de formation des sages-femmes, en instituant des prix pour les meilleures élèves.
Il cesse d'exercer ses pouvoirs à Bordeaux au moment de l'installation de l'administration du département de la Gironde dans la première quinzaine de septembre 1790.

### Sous le Consulat et l'Empire
Après être parti en émigration, Le Camus de Néville est nommé membre du conseil général de la Seine-Inférieure. En 1802, il fait partie de la commission de liquidation des créances espagnoles et du conseil des prises. 
Le 8 janvier 1807, il est nommé maître des requêtes au Conseil d'État,. À ce titre, il est en 1808 membre, avec Pasquier et Coquebert de Montbret de la commission du Conseil d'État chargée d'examiner la gestion de la caisse Lafarge, une société d'assurance. Leur rapport est accablant pour les dirigeants de la caisse, qui est nationalisée l'année suivante.
Le Camus de Néville est fait baron de l'Empire le 15 août 1809,. Il devient conseiller d'État le 18 février 1811. Il prend sa retraite en 1812 et meurt le 15 décembre 1813 dans l'ancien 10e arrondissement de Paris.

## Décoration
- Chevalier de la Légion d'honneur le 3 décembre 1809[6],[9].